# Konstantin von Benckendorff

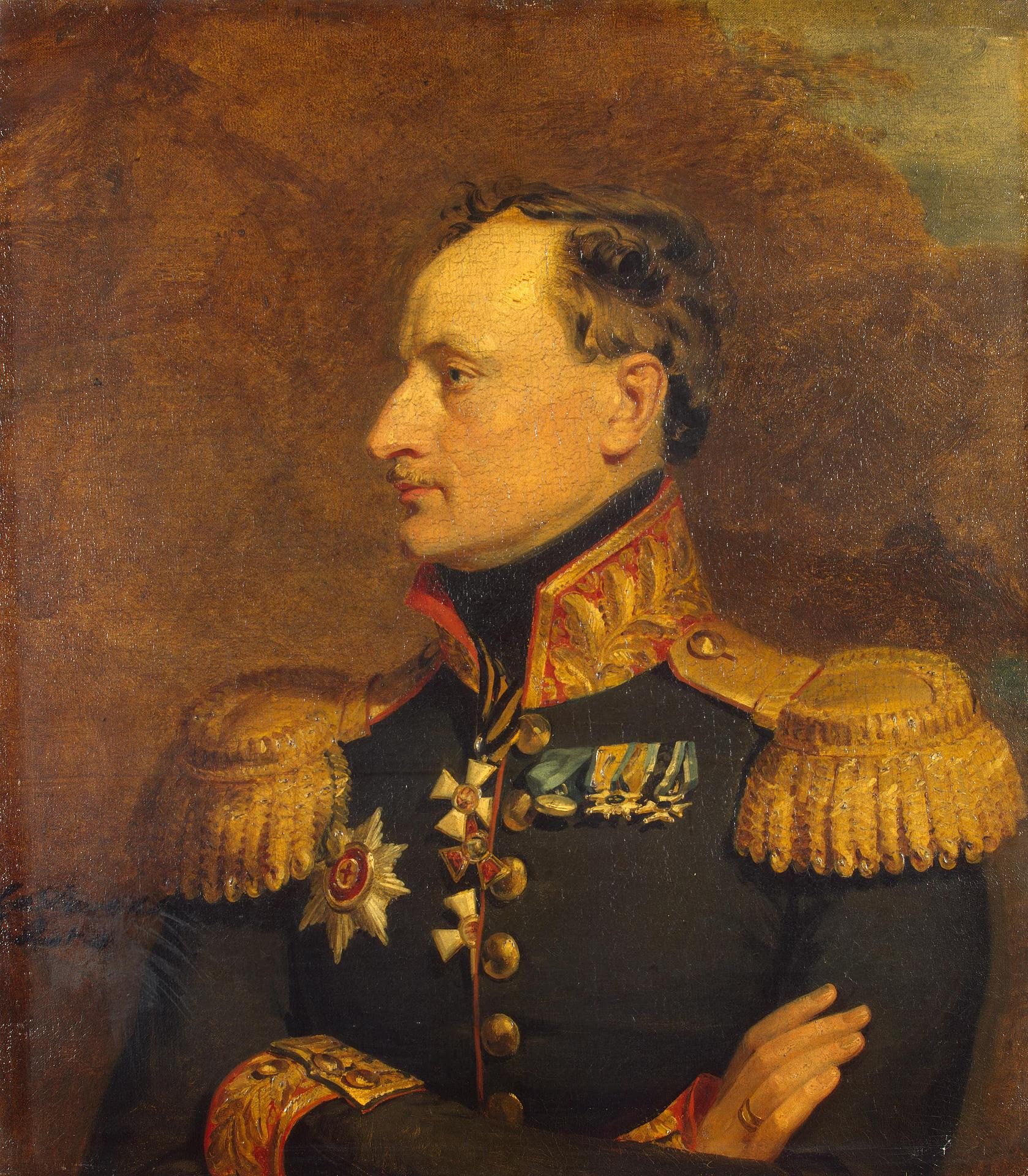
Konstantin von Benckendorff porträtiert von George Dawe

Konstantin von Benckendorff (russisch Константин Христофорович Бенкендорф, transkribiert Konstantin Christoforowitsch Benkendorf; * 31. Januar 1783 oder 4. Januar 1784 in Sankt Petersburg; † 6. August 1828 in Pravodi, Bulgarien) war – wie sein älterer Bruder Alexander – ein General der russischen Armee und Diplomat aus der deutschbaltischen Familie Benckendorff.

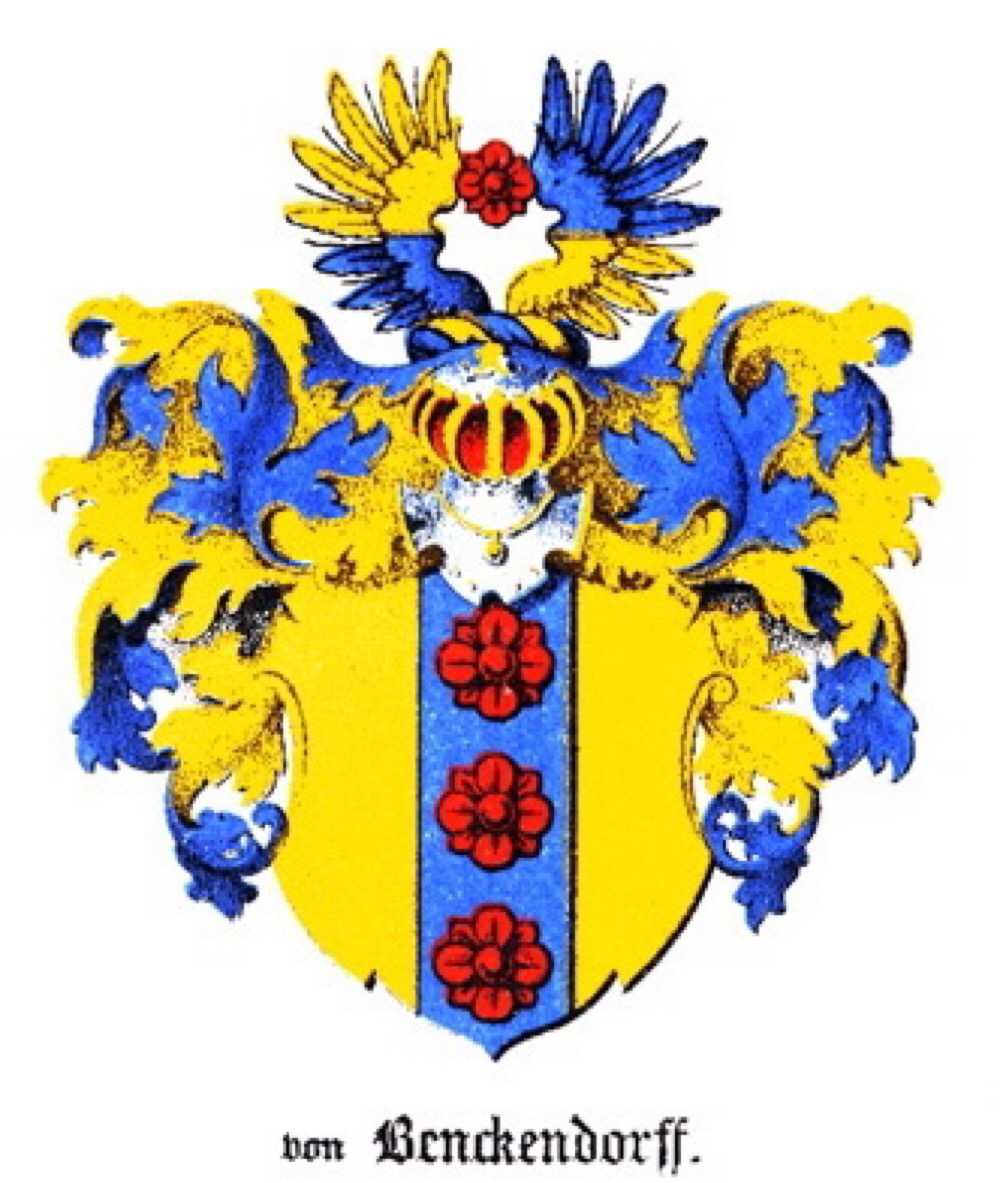
Wappen der Adelsfamilie „von Benckendorff“ (Estland)

## Leben
Benckendorff trat nach dem Besuch der Privatschule des Abbé Nicolle 1899 in den russischen diplomatischen Dienst ein und wechselte nach Stationen in Berlin und Neapel 1812 auf eigenen Wunsch in den Militärdienst und nahm als Major an den Schlachten von Smolensk und Borodino teil. Unter General von Wintzingerode kämpfte er am Stadtrand von Moskau und tat sich bei der Rückeroberung Wilnas hervor. Am 7. Februar 1813 wurde er zum Oberstleutnant ernannt, nach der Übergabe von Belzig konnten seine Truppen am 9. August ein ganzes westfälisches Bataillon gefangen nehmen. Im Jahr 1813 drang er an der Spitze eines eigenen Korps bis Kassel vor. Auch in den Kämpfen bei Fulda, in der Schlacht bei Hanau sowie beim Rheinübergang im Angesicht des Feindes tat er sich hervor und wurde am 17. Oktober zum Oberst ernannt. Auf französischem Boden kämpfte er beim Korps Wintzingerode im Frühjahr 1814 als Generalmajor an der Spitze eines fliegenden Korps, das sich beim Angriff auf Soissons, in der Schlacht bei Brienne und Craonne, wo er am 7. März den Sieg ermöglichte. Nach der Einnahme von Reims zog er mit den Truppen in Paris ein. Am 28. Oktober 1814 wurde er zum Generalmajor befördert und am 1. Juni 1815 zum Kommandeur der 2. Brigade der 4. Dragoner-Division ernannt.
1820 wechselte er wieder in den russischen diplomatischen Dienst und war bis 1825 außerordentlicher Gesandter an den Höfen zu Stuttgart und Karlsruhe. Beim Ausbruch des Russisch-Persischen Kriegs kehrte er 1826 wieder in den Militärdienst zurück, erst als Generalleutnant und später als Generaladjutant und nahm auch am Russisch-Türkischen Krieg teil. Am 6. August 1828 fiel er in Pravodi einer Typhusepidemie zum Opfer.

## Auszeichnungen

### Russland
- 10. September 1815 Russischer Orden des Heiligen Georg III. Klasse
- 16. Februar 1824 Russischer Orden der Heiligen Anna I. Klasse mit Diamanten
- 22. Juli 1827 Orden des Heiligen Wladimir II. Klasse
- 1. Januar 1828 Schwert für Tapferkeit mit Diamanten

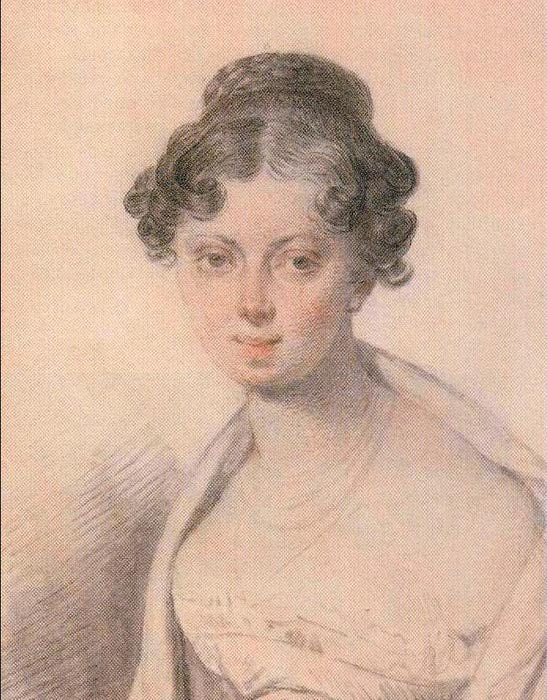
Natalie von Alopaeus

### Andere Orden
- Roter Adlerorden II. Klasse
- Ritterkreuz des Österreichisch-kaiserlichen Leopold-Ordens
- Ritterkreuz des Militär-Max-Joseph-Ordens
- Schwedischer Schwertorden IV. Klasse

## Familie

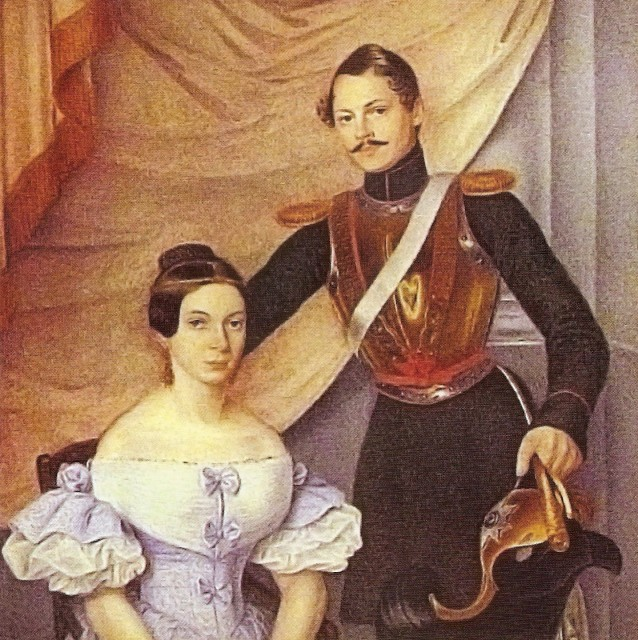
Die Kinder Konstantin und Marie, Gemälde eines unbekannten Künstlers, vor 1840

Konstantin stammte aus dem estnisch-schwedischen Adelsgeschlecht von Benckendorff, das seinen Ursprung in Salzwedel hatte. Seine Eltern waren Christoph Iwanowitsch von Benckendorff (1749–1823) und Anna Juliane geb. Schilling von Cannstatt (1744–1797). Seine Schwester war die in der diplomatischen Welt bekannte Fürstin Dorothea von Lieven. Konstantin heiratete am 1. September 1814 in Berlin Natalie von Alopaeus (* 4. Februar 1796; † 29. Januar 1823) die Tochter des russischen Gesandten in Berlin, Maximilian von Alopaeus. Sie hatten einen Sohn und eine Tochter.
- Konstantin Alexander von Benckendorff (1816–1858), Generalmajor ⚭ seit 1848 mit Johanne Auguste von Croÿ–Dülmen (1825–1890)
  - Alexander von Benckendorff (1849–1917)
- Marie von Benckendorff (1818–1844) ⚭ Paul Golenischtschew-Kutusow-Tolstoi, Generalmajor und Staatsrat

Benckendorff wurde 1828 an der Seite seiner Frau Natalie auf dem Friedhof Heslach in einem Mausoleum beigesetzt, das er für sie 1824 hatte errichten lassen. Er hatte mit dem Mausoleum für seine am 4. Januar 1823 früh verstorbenene Gattin den württembergischen Hofbaumeister Giovanni Salucci beauftragt, der das Bauwerk in Anlehnung an seine Grabkapelle für die württembergische Königin Katharina ebenfalls im Stil eines griechischen Rundtempels, aber in sehr viel bescheideneren Maßen, im Jahr 1824 vollendete. Die Verstorbene hatte in ihrem Testament den Heslacher Friedhof als ihre Begräbnisstätte bestimmt. Neben dem Doppelsarkophag für Natalie und Konstantin von Benckendorff befindet sich in dem Mausoleum ein zweiter Doppelsarkophag mit den sterblichen Überresten des Sohnes Konstantin Alexander und dessen Gattin Johanne Auguste.